# Relaciones Andorra-Portugal
Las relaciones Andorra-Portugal son las relaciones diplomáticas entre Portugal y Andorra.
Los países han tenido relaciones diplomáticas directas desde 1994.
Las relaciones bilaterales se consideran tradicionalmente buenas. Están conformados por la comunidad portuguesa en Andorra y el apoyo portugués a los esfuerzos de adhesión de Andorra a la UE.
En 2016, se registraron 10.300 ciudadanos portugueses en Andorra, lo que representa aproximadamente el 15% de la población de Andorra y, después de la mayoría de catalán y en general español, la comunidad extranjera más grande del país.
En Portugal, nueve ciudadanos de Andorra se registraron en 2015.
Ambos países son miembros del Consejo de Europa, las Naciones Unidas (ONU), la Comisión Económica de las Naciones Unidas para Europa y la Organización de Estados Iberoamericanos para la Educación, la Ciencia y la Cultura (OEI). 

## Historia

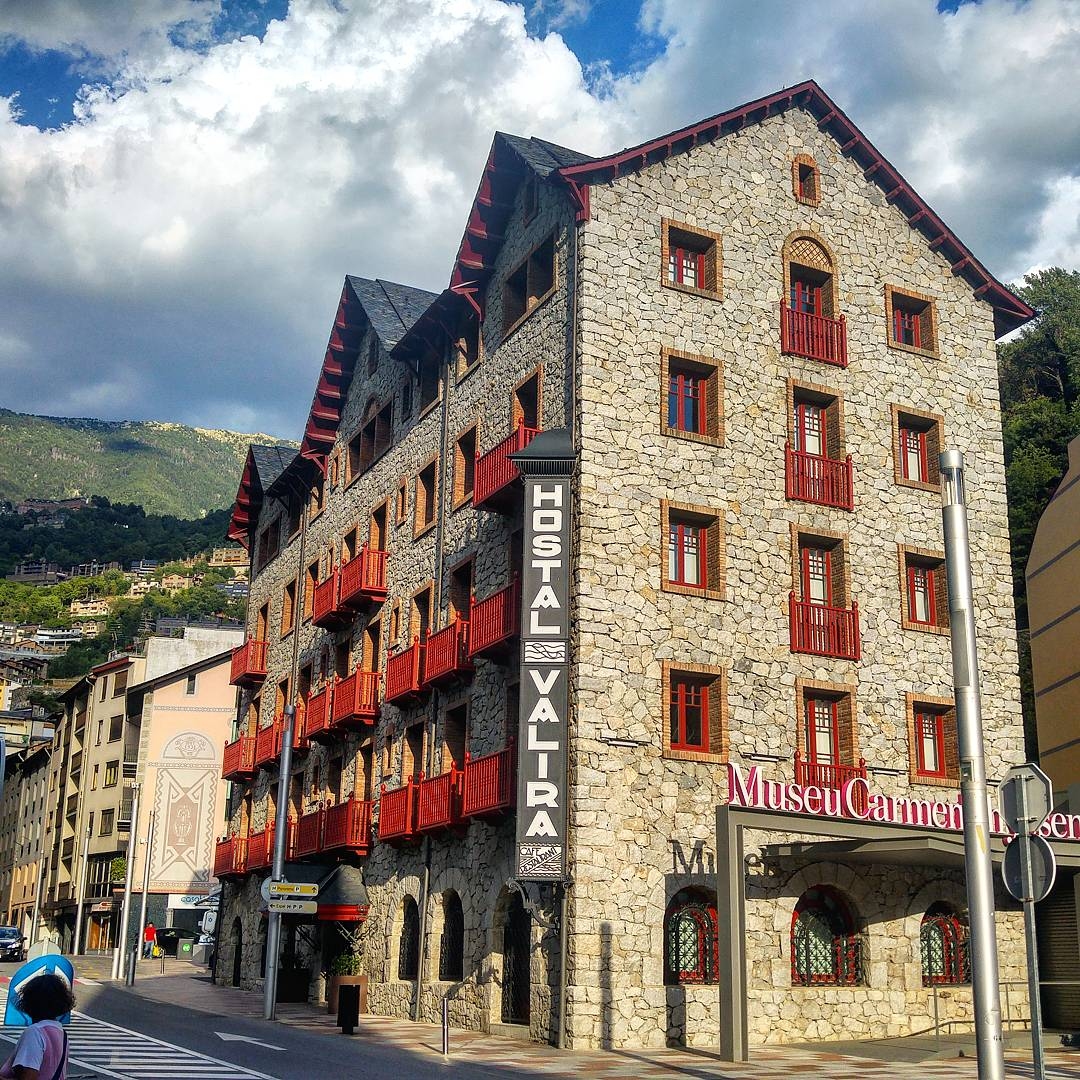
El Hostal Valira en la capital Andorra le Vella: especialmente en turismo Andorra quiere trabajar más estrechamente con Portugal

Después del boom económico de la década de 1960, la estructura democrática y constitucional de Andorra se consolidó desde los años setenta hasta la década de los noventa. Especialmente desde la década de 1980 hasta principios de la década de 2000, más y más portugués se trasladó a Andorra, donde encontraron empleo en particular en el comercio y la gastronomía e incluso se convirtió en emprendedor.
En 2003, Portugal abrió su propia embajada en Andorra, que volvió a cerrarla en 2012 como parte de las medidas de austeridad integrales después de la crisis del euro.
Durante su visita a Portugal en febrero de 2016, el canciller andorrano Gilbert Saboya Sunyé se reunió con su homólogo portugués, Augusto Santos Silva. Al hacerlo, concluyeron una serie de acuerdos para sus países, incluido el acuerdo de doble imposición y varios programas de intercambio estudiantil y vocacional. Además, firmaron el Memorando de entendimiento en particular para una mayor cooperación en turismo.
El lado andorrano expresó su esperanza de más inversión portuguesa y una transferencia de know-how portugués en áreas como el turismo, la industria alimentaria, las nuevas tecnologías y tecnología de la información. La parte portuguesa expresó su gratitud por la buena recepción e integración de sus ciudadanos y continuó prometiendo apoyo para los intereses andorranos, en particular los esfuerzos de adhesión a la UE.

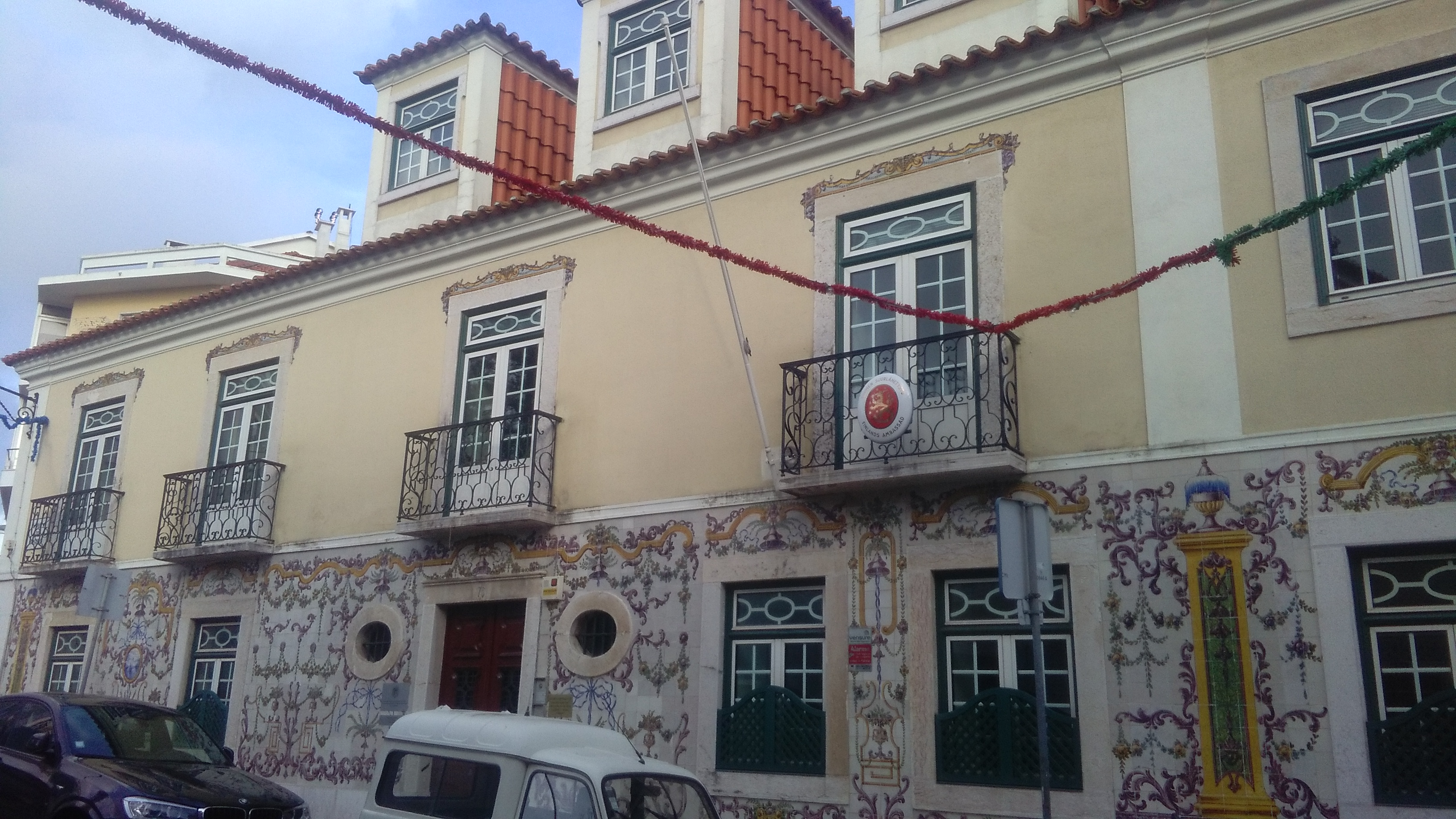
El Palacete dos Condes de Sabrosa, del, la residencia de las embajadas de Andorra y de Finlandia en Lisboa.

## Diplomacia
Portugal no tiene su propia embajada en Andorra, con la representación portuguesa en la capital española Madrid. En la capital de Andorra Andorra la Vieja hay un cónsul honorario portugués.
La representación de Andorran en Portugal reside en  Rua do Possolo  número 76, en el Lisboa ciudad  Prazeres. Andorra no mantiene consulados en Portugal ni en el resto del mundo.

## Economía

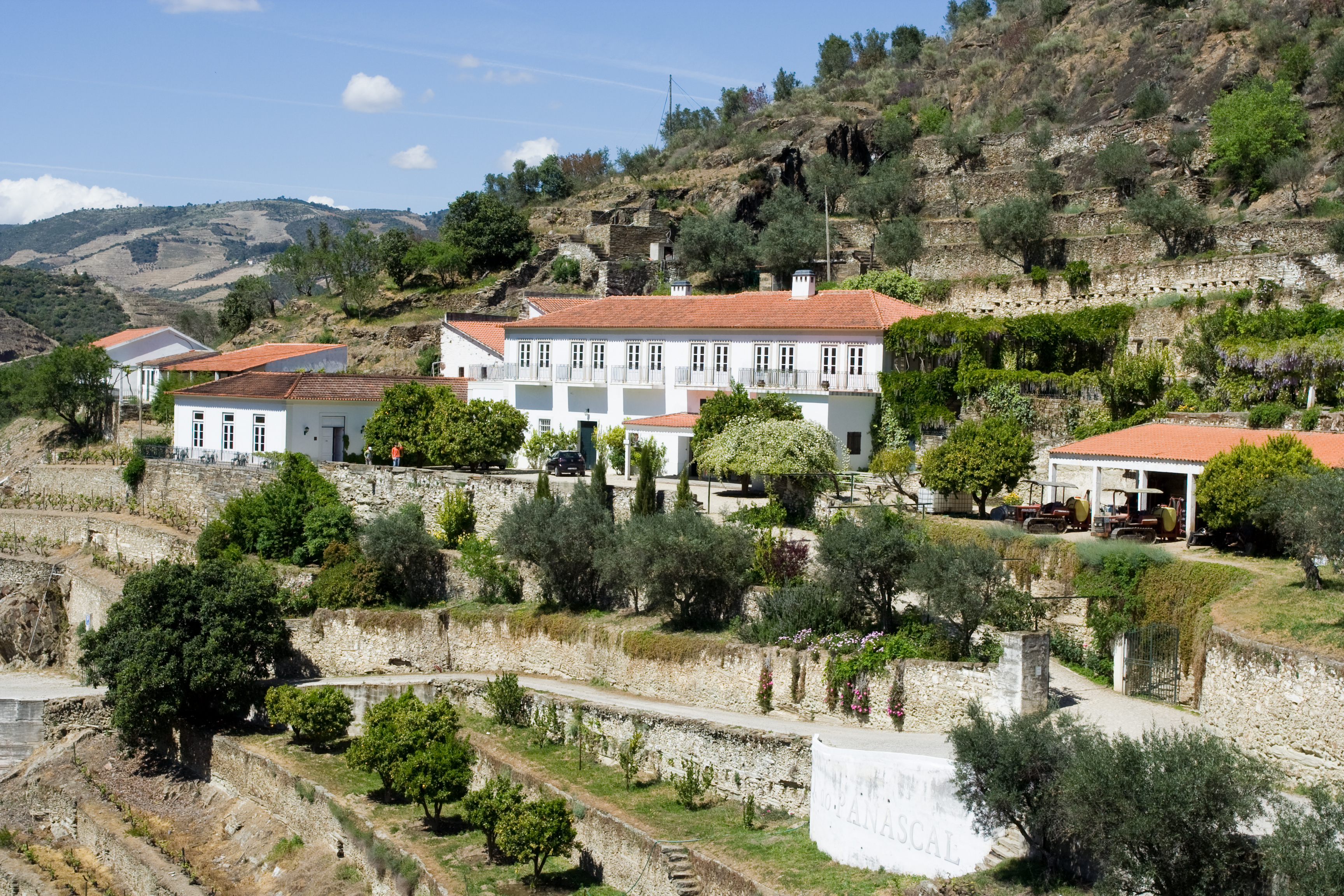
La bodega Quinta do Panascal en Duero: Portugués Vinos es después de Tabaco sin Procesar la exportación más importante del país a Andorra

En 2016, Portugal exportó mercancías por valor de € 3.161 millones a Andorra ( 2015 : 2.884 millones, '2014' ': 3.826 millones,' 2013 : 3.777 millones,  2012 ' 4,260 millones), de los cuales 30.5% fueron productos alimenticios, 3.8% fueron productos agrícolas, 2.5% fueron papel y celulosa y 2.1% fueron prendas de vestir.
Durante el mismo período, Andorra entregó productos por valor de EUR 0.186 millones a Portugal ( 2015 : 0.152 millones,  2014 : 0.053 millones,  2013 : 0.068 millones.  2012 ' : 0.171 millones), de los cuales 31.8% fueron vehículos y partes de vehículos, 5.7% ropa, 5.4% minerales y minerales y 2.3% maquinaria y equipo.
Esto coloca a Andorra en el 129.º lugar en el comercio exterior portugués entre los compradores y en el 156º entre los proveedores, mientras que en 2015 Andorra ocupó el puesto 32 en comercio exterior en Andorra y el 13º entre los proveedores.
Los acuerdos bilaterales concluidos en 2016 (incluido un acuerdo de doble imposición) y los memorandos de entendimiento (incluida la cooperación en materia de turismo, formación profesional, intercambios de estudiantes y transferencia de conocimientos técnicos) tienen por objeto fortalecer aún más el comercio bilateral.

## Deporte
El equipo andorrano de fútbol y el equipo portugués de fútbol nacional se han enfrentado cuatro veces, por primera vez en un amistoso en Lisboa el 18 de agosto de 1999. Este y los siguientes tres partidos terminaron con una victoria para el equipo portugués ( A partir de abril de 2017).
El equipo de fútbol nacional andorrano y el equipo nacional portugués de fútbol aún no se han reunido (a partir de abril de 2017).
Los jugadores nacionales andorranos como José Da Cunha, Victor Moreira o Marcio Vieira provienen de familias portuguesas en Andorra.
Nacido en 1999 de la comunidad portuguesa de Andorra, FC Lusitanos es uno de los clubes más exitosos del país. Así que ganó la Copa de fútbol andorrana  en 2002 y se convirtió en el campeón andorrano en 2012 y 2013.